# Léon Van den Haute
Léon Van den Haute (Hemiksem, 9 oktober 1887 - Schaarbeek, 23 februari 1931) was een Belgisch sportjournalist en de stichter van de Ronde van Vlaanderen.
Van den Haute was de derde zoon van een notaris. Na zijn studies – onder meer aan het Collège Saint-Michel in Etterbeek – gaat hij aan de slag als handelaar. In zijn vrije tijd wordt hij actief in het Brusselse sportleven: zo werkt hij mee aan enkele wielerbladen, zoals Le Vélo. Zijn carrière als sportjournalist wordt op korte tijd reeds zijn hoofdberoep: in 1909 wordt hij de Brusselse correspondent voor het (toen nieuw opgerichte) weekblad Sportvriend. Hier komt hij voor het eerst in contact met Charles Steyaert, beter bekend als Karel Van Wijnendaele. Later sticht hij het blad SportWereld. Als directeur van dit blad organiseert hij de eerste Ronde van Vlaanderen.

## Werk

### Sportwereld
De nog jonge wielersport wint enorm aan populariteit. De Brusselse uitgeverij Patria wil een eigen sportblad te starten en trekt hiertoe Léon Van den Haute aan. Door zijn contacten met o.a. Sportvriend kan hij een mooie groep medewerkers rond zich verzamelen, inclusief Charles Steyaert. Op 12 september 1912 verschijnt het eerste nummer van het nieuwe blad Sportwereld. 
Léon Van den Haute neemt de organisatorische en financiële zijde van het blad voor zijn rekening; Charles Steyaert groeit, dankzij zijn journalistieke capaciteiten, door in de functie van hoofdredacteur. Hij schrijft onder het pseudoniem Karel van Wijnendaele (naar het kasteel van Wijnendale uit zijn geboortedorp Torhout).

### De Ronde van Vlaanderen
De idee van een wielerronde is niet nieuw. In het eerste decennium van de 20ste eeuw zijn er reeds initiatieven, zoals de Omloop der Vlaanders (die echter zonder veel gevolg blijven). Voor Sportwereld bieden dergelijke sportieve evenementen duidelijk publicitaire mogelijkheden. Léon Van den Haute had eerder al ervaring opgebouwd in het organiseren van wielerwedstrijden. Een eigen ronde naar het voorbeeld van de Ronde van Frankrijk is een logische volgende stap.

#### De eerste Rondes
Léon Van den Haute werkt het concept van de Ronde uit en financiert het gehele project. Daarnaast zorgt hij voor de praktische uitvoering (van afspraken met de verschillende dorpen en steden voor de controlepunten, het inspecteren van de staat van de wegen, tot zelfs nog het ophangen van de bewegwijzering daags voor de koers). Veel steden waren niet happig op de doortocht van een wielerkoers door hun straten. Zo blijkt uit de Sportwereld van 21 mei 1913 dat steden als Lokeren en Oudenaarde de doortocht der stad aan de koers ontzegd hadden, waardoor de route gewijzigd moest worden. De eerste editie is uiteindelijk geen groot succes. In Sportwereld wordt toch met veel enthousiasme over de (eigen) koers bericht. 
Ondanks de tegenslag van de eerste editie wil Léon Van den Haute deze wielerkoers een tweede kans geven. Deze tweede editie zou dan wel vroeger in het jaar plaatsvinden, a.h.w. als start van het wielerseizoen. Door de aangepaste inplanning en de intensieve berichtgeving in Sportwereld trok die editie meer aandacht. Door het uitbreken van de Eerste Wereldoorlog later dat jaar, worden eventuele volgende versies opgeschort.

#### De "nieuwe" Ronde
Meteen na de Eerste Wereldoorlog wil Léon Van den Haute de draad weer opnemen met een derde editie, tegen het advies van zijn kompaan Karel Van Wijnendaele in. Door de naoorlogse situatie (zoals de slechte staat van de wegen) leek een wielerkoers organiseren praktisch niet haalbaar. Maar Van den Haute zet door en de koers wordt een succes, zelfs ondanks de hoge prijs van fietsmateriaal vlak na de oorlog... Door het succes van zijn koers, krijgt Léon van den Haute erkenning in het wielermilieu. Niet enkel in de "eigen" krant, ook in andere sportbladen wordt hij geëerd voor zijn inzet en visie. 
Sinds die eerste "nieuwe" Ronde van 1919 is de Ronde van Vlaanderen ieder jaar gereden, zelfs tijdens de Tweede Wereldoorlog. Van den Haute blijft zelf intensief bezig met de organisatie; zo doet hij zelf de nodige verkenningstochten voor de Rondes. In 1926 neemt Karel Van Wijnendaele de organisatie over.

### Latere leven
De zaken gaan goed en Léon Van den Haute weet Karel Van Wijnendaele te overtuigen om samen de krant te kopen; de populariteit van Karel van Wijnendaele is nodig om het blad verder te laten groeien. Ook in eigen beheer blijven de rollen duidelijk verdeeld: Léon heeft de organisatorische en financiële touwtjes in handen, Charles hanteert de pen. Edouard Hermès, medewerker bij Les Sports Illustrés, beschreef in zijn memoires Van den Haute als verlegen en allerminst als vlotte spreker, in tegenstelling tot Karel Van Wijnendaele.
De gezondheid van Léon Van den Haute gaat achteruit. Halverwege de jaren twintig moet hij de organisatie van zowel de krant als de ronde aan anderen over te laten. Vanaf dat moment wordt Karel Van Wijnendaele de organisator van de Ronde. Van den Haute blijft wel de "vader van de Ronde" (titel hem toebedeeld door Karel Van Wijnendaele). Van zijn overlijden wordt in vele kranten bericht. Ook in zijn eigen Sportwereld wordt uiteraard veel aandacht besteed aan hun stichter.

## De vergeten stichter
Vaak wordt Karel Van Wijnendaele aangeduid als (enige) stichter van de Ronde van Vlaanderen. Van Wijnendaele was inderdaad decennialang nauw betrokken bij de organisatie. Zelf heeft hij Léon Van den Haute steeds als stichter genoemd en geëerd, zeker vanaf het moment dat Léon Van den Haute zich door zijn ziekte in 1926 uit de organisatie had teruggetrokken. Na de dood van Van Wijnendaele wordt de rol van Léon Van den Haute volledig vergeten. 
In juni 2013 – net te laat voor de viering van 100 jaar Ronde – bracht het Wielermuseum van Roeselare een tweede editie van het tijdschrift "Etappe" uit, met daarin een wetenschappelijk artikel over de rol van Van Wijnendaele en Léon Van den Haute in de organisatie van de eerste Rondes (geschreven door drs. Knuts en dr. Delheye). Zij kwamen met dit bericht in het kader van een doctoraatsstudie rond wielrennen en nationale identiteit.